# Cuando no estás
Cuando no estás, es el primer disco como solista de Valeria Gastaldi exmiembro del grupo Bandana; El disco fue realizado entre agosto y octubre del 2006.
Fue lanzado en agosto de 2007 en México y el 11 de octubre del mismo año en Argentina; más tarde en agosto de 2008 se lanzó en formato físico en Estados Unidos. El 22 de abril de 2008 se lanza en EUA a la venta el sencillo Cuando no estás a través de Internet. Contiene once temas, de los cuales diez están compuestos por Valeria. El primer sencillo del disco fue Inventario lanzado en la misma fecha que el disco en cada país, y el segundo "Cuando no estás" lanzado en mayo de 2008. Fue producido por Cachorro López.
El disco consagró a Valeria como la artista de mayor proyección latinoamericana según la revista Billboard.

## Temas
1. Cuando no estas (V. Gastaldi, M. Chan, C. López, S. Schon)
2. Inventario (L. Giraldo, D. Reschigna, V. Gastaldi, A, Jey)
3. Todo lo que queda (V. Gastaldi, Cachorro López, Sebastián Schon, Sandra Baylac) (Solo versión Argentina y México)
4. Llueve (V. Gastaldi, D. Reschigna)
5. Necesito (V. Gastaldi, D. Reschigna, C. López)
6. No Olvidar (V. Gastaldi, D. Reschigna, S. Schon)
7. Despertar (V. Gastaldi, E. Torres, C. López, S. Schon)
8. Juguemos al amor (G. Laureano, C. López,M. Andruet)
9. Beautiful Day (Juan Ávalos)
10. Estando Lejos (V. Gastaldi, C. López, S. Schon)
11. Tanto sin Amor (V. Gastaldi, M. Chan, D. Reschigna, C. López, S. Schon)

## Nominaciones

#### Grammy Latino2008
El álbum producido por Cachorro López fue nominado en la categoría "Productor del Año" [cita requerida]

## Sencillos
- 2007 Inventario (ARG - MEX - URUGUAY)
- 2008 Cuando no estás (ARG - MEX - EUA - PUERTO RICO)
- 2008 Necesito (ARG - MEX - EUA - PUERTO RICO)

## Ediciones
Hay 3 ediciones para Cuando no estas:
- Edición México: La portada del disco es una parte del videoclip Inventario.
- Edición Argentina: Foto de Valeria con detalles en color rosa y Fuxia
- Edición USA: Se lanzó el 15 de abril de 2008 en formato Digital y el 16 de septiembre de ese mismo año en formato convencional, la portada es igual a la argentina.